# Jeff York
Jeff York właśc. Granville Owen Scofield (ur. 23 marca 1912 w Los Angeles, zm. 11 października 1995 w Woodland Hills) – amerykański aktor filmowy i telewizyjny. Był wysokim (193 cm wzrostu) ciemnowłosym mężczyzną. Swoją karierę filmową rozpoczął wystąpieniem w filmie Kid Galahad z 1937 roku. Występował zarówno jako Granville Owen Scofield oraz Jeff York. W listopadzie 1936 roku ożenił się z Moselle Kimbler z którą się rozwiódł w 1941. Jego ciało zostało skremowane i nie wiadomo gdzie znajdują się jego prochy.

## Filmografia
| Rok       | Tytuł                                | Rola                                  | Dodatkowe informacje |
| --------- | ------------------------------------ | ------------------------------------- | --- |
| 1937      | Kid Galahad                          | Reporter                              | niewymieniony w czołówce |
| 1937      | Expensive Husbands                   | Spiker przy grze w Polo               | niewymieniony w czołówce |
| 1937      | The Adventurous Blonde               | Dr. Nolly                             | wymieniony jako Granville Owen |
| 1937      | Wyspa skazańców                      |                                       | niewymieniony w czołówce |
| 1937      | Piętno przeszłości                   | Reporter                              | niewymieniony w czołówce |
| 1937      | The Devil’s Saddle Legion            | Marszałek Chris Madden                | wymieniony jako Granville Owen |
| 1938      | Start Cheering                       | Student                               | niewymieniony w czołówce |
| 1940      | The Great Plane Robbery              | Jim Day                               | wymieniony jako Granville Owen |
| 1940      | Li’l Abner                           | Li’l Abner Yokum                      | wymieniony jako Granville Owen |
| 1940      | Złote rękawice                       | George Swift                          | niewymieniony w czołówce |
| 1940      | Terry and the Pirates                | Pat Ryan                              | wymieniony jako Granville Owen |
| 1941      | Sunny                                | Minor Role                            | niewymieniony w czołówce |
| 1942      | Kid Glove Killer                     | Giermek                               | niewymieniony w czołówce |
| 1942      | Nazistowski agent                    | Keeler                                | niewymieniony w czołówce |
| 1945      | Ci, których przewidziano na straty   | Chorąży Tony Aiken                    | |
| 1946      | Alias Mr. Twilight                   | Porucznik policji Barton              | |
| 1946      | Roczniak                             | Oliver Hutto                          | niewymieniony w czołówce |
| 1946      | Little Miss Big                      | Clancy                                | |
| 1946      | Listonosz dzwoni zawsze dwa razy     | Blair                                 | |
| 1946      | Up Goes Maisie                       | Elmer Saunders                        | |
| 1947      | Unconquered                          | Osiłek Bond Slave                     | niewymieniony w czołówce |
| 1947      | Fear in the Night                    | Deputy Torrence                       | wymieniony jako Jeff Yorke |
| 1947      | Blondie's Holiday                    | Paul Madison                          | z rocznika '32 |
| 1948      | Blada twarz                          | Big Joe                               | |
| 1948      | Isn't It Romantic?                   | Elmer, tęgi Pan                       | |
| 1948      | Panhandle                            | Jack                                  | |
| 1948      | Jingle, Jangle, Jingle               | Jeff Leonard                          | krótkometrażowy |
| 1949      | Rewizor                              | Strażnik                              | niewymieniony w czołówce |
| 1949      | Samson i Dalila                      | Widz w świątyni                       | niewymieniony w czołówce |
| 1949      | Special Agent                        | Jake Rumpler                          | |
| 1949      | Pukać do każdych drzwi               | Mężczyzna                             | niewymieniony w czołówce |
| 1950      | Short Grass                          | Curley                                | |
| 1950      | Watch the Birdie                     | Pan Tirson                            | niewymieniony w czołówce |
| 1950      | Surrender                            | Canning                               | |
| 1950      | Ojciec narzeczonej                   | Policjant                             | niewymieniony w czołówce |
| 1950      | Asfaltowa dżungla                    | Policjant                             | niewymieniony w czołówce |
| 1950      | The Lone Ranger                      | Beasley, fałszywy diakon Knife Norton | w odcinkach: The Black Hat jako Beasley, fałszywy diakon Death Trap jako Knife Norton |
| 1950      | Kill the Umpire                      | Panhandle Jones                       | niewymieniony w czołówce |
| 1951      | The Lady Says No                     | Goose                                 | |
| 1951      | The Unknown Man                      | Jail Guard                            | niewymieniony w czołówce |
| 1951      | The Redhead and the Cowboy           | Lt. Wylie                             | niewymieniony w czołówce |
| 1952      | Kansas City Confidential             | Kapitan McBride                       | niewymieniony w czołówce |
| 1952      | Pojedynek nad Silver Creek           | Abe Cooney                            | niewymieniony w czołówce |
| 1952      | Rebound                              | Steve                                 | w odcinkach: A Matter of Honor One Night Stand |
| 1952–1954 | Fireside Theatre                     | Brooks Monty Brian                    | w odcinkach: Valley of Shadows (1954) jako Brooks Nine Quarts of Water (1954) jako Monty Brian A Grand for Grandma (1952)                                                                     |
| 1954      | Studio 57                            | Szeryf Carl Brewer                    | w odcinku: Rescue at Twelve Lakes |
| 1954      | Medic                                | Dr. Reyburn                           | w odcinku: Laughter Is a Boy |
| 1954      | Demetriusz i gladiatorzy             | Albus                                 | niewymieniony w czołówce |
| 1954      | Waterfront                           | Joe Crandall                          | w odcinku: Oil Island |
| 1955      | To jest pieskie życie                | John L. Sullivan                      | niewymieniony w czołówce |
| 1955      | You Are There                        | John L. Sullivan                      | w odcinkach: The Birth of Modern Boxing: The John L. Sullivan-James J. Corbett Battle (September 7, 1892) The Completion of the First Transcontinental Railroad (May 10, 1869)                |
| 1955      | Soldiers of Fortune                  | John Quincy McCall                    | w odcinku: The Runaway King |
| 1955      | Crown Theatre with Gloria Swanson    | Ed Berry                              | w odcinku: Up Ferguson Way |
| 1955–1958 | Disneyland                           | Joe Crane                             | wystąpił w 11 odcinkach |
| 1956      | Wozy jadą na Zachód                  | Hank Breckenridge                     | |
| 1956      | Polowanie na lokomotywę              | William Campbell                      | |
| 1957      | Żółte psisko                         | Bud Searcy                            | |
| 1957      | Johnny Tremain                       | James Otis                            | |
| 1957      | The Saga of Andy Burnett             | Joe Crane                             | |
| 1958      | The Californians                     | Biggo Jessup                          | w odcinku: Hangtown |
| 1958–1959 | Lawman                               | Barney Tremain Sam Cates              | w odcinkach: The Joker (1958) jako Barney Tremain The Wayfarer (1959) jako Sam Cates |
| 1959      | Cheyenne                             | Arnold Warren Nick Avalon             | w odcinku: Trial by Conscience |
| 1959      | Bronco                               | Wade Stanton                          | w odcinku: Backfire |
| 1959      | Zorro                                | Joe Crane                             | w odcinkach: Manhunt The Hound of the Sierras Zorro and the Mountain Man |
| 1959      | Peter Gunn                           | Clay Baxter                           | w odcinku: Pecos Pete |
| 1959–1960 | The Alaskans                         | Reno McKee                            | wystąpił w 37 odcinkach |
| 1961–1964 | Perry Mason                          | Pete Mallory Scott Cahill Ross Walker | w odcinkach: The Case of the Difficult Detour (1961) jako Pete Mallory The Case of the Travelling Treasure (1961) jako Scott Cahill The Case of the Arrogant Arsonist (1964) jako Ross Walker |
| 1962      | Outlaws                              | w odcinku: Charge aka Outpost         | |
| 1962      | The Rifleman                         | John J. Mack                          | w odcinku: None So Blind |
| 1963      | Savage Sam                           | Bud Searcy                            | |
| 1965      | Diamond Jim: Skulduggery in Samantha | Hill                                  | |
| 1966      | Daniel Boone                         | Big Zack                              | w odcinku Grizzly |
| 1967      | Tammy and the Millionaire            | Grundy Onyx Purewater Tate            | |
| 1967      | Iron Horse                           | Big Jim Banner                        | w odcinku: Banner with a Strange Device |